# 池田ショコラ
池田 ショコラ（いけだ ショコラ、1991年3月14日 - ）は、日本のバラエティタレント。埼玉県出身。ゼロイチファミリア所属。

## 来歴
目白大学卒業。大学在学中、東京ゲームショウのコンパニオンとして活動したほか、MBSラジオの『パックンたまご』に「パックンキャンパーズ」のメンバーとして2011年11月から2012年4月まで出演。その後、知り合いの紹介でオスカープロモーションに所属し、2012年に本格デビュー。カブトムシゆかり、時東ぁみ、高山未帆、アップルパイン、パシンペロン、メグちゃんらとともに、社会貢献ユニット「姫リアンズ」のメンバーでも活動。防犯イベントに出演した他、「姫リアンズ」として新宿警察署の一日署長も務めた（2012年）。このうち同じ事務所所属でもあるカブトムシゆかりとは仲良しで、2011年、2012年、2013年と連続でクリスマスを一緒に過ごしていたという。
2013年には、ファッション誌『LARME』のレギュラーモデルを務めるほか、『週刊プレイボーイ』『週刊ヤングジャンプ』『アサヒ芸能』などの週刊誌でのグラビア、キャンペーンキャラクターなどで活動。
2018年6月、オスカープロモーションを退所。
2019年12月、ゼロイチファミリアに所属。

## 芸名
ハーフのような名前であるが、両親ともに日本国籍の純日本人。芸名「ショコラ」の由来は「チョコレート好き」と話していたこともあるが、一方でホルモン好きであり「このギャップかなって思った」ことで名付けたという。ちなみに好きなホルモンの部位には、ウルテとミノとギアラを挙げており、「カルビは脂で気持ち悪くなる」のでホルモン好きになったとも語っている。そして、今の事務所に入った時に特技を持ちたく、ホルモンをさらに追求しようと、目隠しした状態で部位を当てる“利きホルモン”を練習していたという。ビール、居酒屋も好きとも話している。また、この芸名については「本名に近い芸名」と話していたこともある。

## 私生活
特技は水泳、実用英語技能検定3級、ゲーム（モンスターハンターなど）。趣味は漫画、アニメ・映画鑑賞、ショッピング、海外ドラマ鑑賞（「ウォーキング・デッド」など）。八重歯とアニメ声がチャームポイントともされており、板野友美に似ているという評判が挙がったこともある。
自宅には「レッズ」という名前の犬（シーズーとポメラニアンのミックス）が居る。レッズという名前は、父親が浦和レッズのファンであることからで、本人も浦和レッズのファンである。
かばんや腕時計などの持ち物は、芸名に合わせるようにチョコレート色のデザインのものを持っているという。
好きなタイプの男性は「引っ張って行ってくれる人」。

## 出演

### テレビ
- 真王伝説（2013年5月5日 - 5月26日、テレビ埼玉）
- 殺しの女王蜂 fetish01（2013年10月4日、テレビ東京） - シズカ 役
- 恋するカミングアウト（2013年11月29日、フジテレビ）
- カナガワニエン（2013年12月16日、テレビ神奈川）
- コヤブガチピン写真館（2014年1月23日、フジテレビONE）
- 住んでる人が見たい！世界の超！絶景ハウス2（2014年7月16日、テレビ東京）
- お説教アイドル 叱るGENJI（2014年8月8日、朝日放送）
- ゴッドタン（2014年9月21日、テレビ東京）
- ドリームシリーズ オールスターチャンピオンボウリング（2014年11月15日、フジテレビ）
- SMAP×SMAP（2015年1月5日、フジテレビ）
- 志村座（2015年1月8日、フジテレビ）
- ツボ娘（2015年1月21日、TBS）
- MATSUぼっち（2016年4月22日、フジテレビ）
- 出川一茂ホラン☆フシギの会（2023年3月10日、テレビ朝日） - 利きホルモン

### ラジオ
- パックンたまご（2011年11月13日 - 2012年4月15日、MBSラジオ）
- EMOTIONAL BEAT 姫ラジ（レインボータウンFM）

### 映画
- 絶対領域（2014年3月15日公開） - 川崎ユキナ 役
- ノ・ゾ・キ・ア・ナ（2014年6月28日公開） - 主演：生野えみる 役

### インターネットTV
- 姫リアンズTV（Ustream）
- 姫リアンズ・チャンネル（アメーバスタジオ）
- 姫プチ634（WALLOP放送局）
- 池田ショコラの生チョコッ!!（アメーバスタジオ）
- カプコンチャンネル（ニコニコチャンネル）

### 舞台
- アリスインプロジェクト「戦国降臨Girl」（2012年12月18日 - 23日、池袋・シアターKASSAI） - 望月望 役（武の組）
- 演劇ユニットMOSH vol.4「知りすぎていた男」（2013年2月28日 ‐ 3月3日、しもきた空間リバティ）
- アリスインプロジェクト「戦国降臨ガールズ」（2013年7月3日 - 7日、品川・六行会ホール） - ケロ 役（天の組）

### CM
- 鳥取サンヨー

### パチスロ
- ラブ嬢2（2019年、オリンピア）CLUB LUXEのキャバ嬢・ショコラ役[14][15]

## 掲載
- LARME（徳間書店）
- 週刊プレイボーイ（集英社）
- 週刊ヤングジャンプ（集英社）
- ヤングガンガン（スクウェア・エニックス）
- アサヒ芸能（徳間書店）
- BOMB（学研パブリッシング）
- BLACK BOX（マイウェイ出版）
- 原宿女子（光文社）
- 日本ツインテール百景（マイナビ　著・写真：古谷完、写真：正司慎一郎）
ほか

## DVD
- おいしいショコラいかがですか?!（2012年11月22日、トリコ）
- あなたのショコラ（2013年4月30日、大洋図書）
- ショコLove!（2014年2月21日、竹書房）
- 純情ショコラータ（2014年5月20日、ラインコミュニケーションズ）
- ボクのショコラ（2015年8月27日、マックス）
- 甘い予感（2015年9月23日、イーネットフロンティア）
- ホットチョコレイト（2017年3月25日、エアーコントロール）
- 淡い想い（2018年4月20日、イーネットフロンティア）